# El origen de la lucha
EEG: El origen de la lucha fue un reality show juvenil peruano de competencias emitido por América Televisión, conducido por Mathías Brivio y María Pía Copello. Fue estrenado el 19 de abril de 2016 en reemplazo de Esto es guerra que entró en receso una temporada. El 3 de noviembre el programa regresa bajo el nombre de EEG: La revancha.
La competencia consiste en dos equipos, "Guerreros" y "Retadores", conformado por diez integrantes cada uno. El primer equipo estuvo conformado por integrantes de “Esto es guerra”; y el segundo equipo conformado, por exintegrantes del programa Combate, programa rival.

## Temporadas
- La primera temporada fue estrenada el 19 de abril de 2016 y finalizó el 22 de julio de 2016. El equipo ganador fue los "Guerreros",[4] conformado por Nicola Porcella, Patricio Parodi, Kina Malpartida, Ignacio Baladán, Melissa Loza, Facundo González, Angie Arizaga, Eyal Berkover y Michelle Soifer. Hugo García integrante del equipo de los "Retadores" y Kina Malpartida integrante del equipo de los "Guerreros", obtuvieron el título de mejor competidor y mejor competidora, respectivamente.[5]
- La segunda temporada inició el 3 de noviembre de 2016, bajo el nombre de EEG: La revancha, y finalizó el 19 de diciembre de 2016. El equipo ganador fue los "Guerreros",[6] conformado por Nicola Porcella, Patricio Parodi, Kina Malpartida, Ignacio Baladán, Melissa Loza, Gino Pesaressi, Angie Arizaga y Sheyla Rojas. Patricio Parodi y Kina Malpartida integrantes del equipo ganador, obtuvieron el título de mejor competidor y mejor competidora, respectivamente.

## Producción
Pro TV y América Televisión anunciaron que pausará su temporada regular el 18 de abril de 2016, debido al estreno del nuevo formato de Latina Reto de campeones, conformado por antiguas figuras de Combate, y que sería su competencia para la temporada especial.  El formato agrupó inicialmente en 14 integrantes de dos equipos, en que 10 de ellos continuarán para la temporada regular del programa.
Debido al éxito del formato y la desaparición de Reto de campeones, ATV y América anunciaron en agosto de 2016 un crossover entre Esto es guerra y Combate, en el cual consiguió mayor audiencia en la edición especial Amigos y rivales. Esta alianza se mantendría durante la emisión de La revancha incluyendo intercambio de transmisiones con su programa rival.